# Viaduc de Chanteperdrix
Pour les articles homonymes, voir Chanteperdrix.
Le viaduc de Chanteperdrix est un viaduc ferroviaire, courbe, de la ligne de Béziers à Neussargues. Réalisé en maçonnerie, il permet le franchissement du ruisseau de Chanteperdrix, sur le territoire de la commune d'Antrenas, en Lozère, dans la région Occitanie.
Construit en 1880-1881 par l'État, il est dû à l'ingénieur des ponts et chaussées Léon Boyer. Il est mis en service en 1887 par la Compagnie des chemins de fer du Midi et du Canal latéral à la Garonne lorsqu'elle ouvre cette section de sa ligne de Marvejols à Neussargues. C'est aujourd'hui un viaduc ferroviaire de la Société nationale des chemins de fer français (SNCF).

## Situation ferroviaire
Établi à 800 mètres d'altitude et permettant le franchissement du ruisseau de Chanteperdrix, le viaduc de Chanteperdrix, long de 231 m est situé entre les points kilométriques (PK) 624,830 et 625,061 de la ligne de Béziers à Neussargues, entre la gare ouverte de Marvejols et la gare de Saint-Sauveur-de-Peyre fermée.

## Histoire

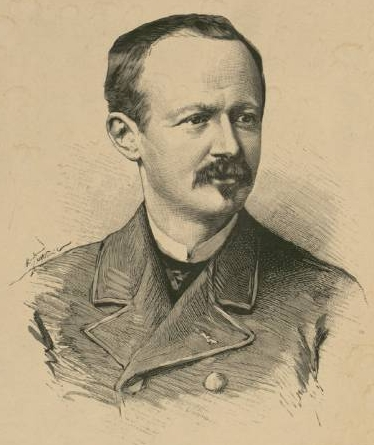
L'ingénieur Léon Boyer (1851-1886), polytechnicien natif de Lozère.

Le viaduc de Chanteperdrix est un ouvrage d'art de la ligne de Marvejols à Neussargues, déclarée d'utilité publique en 1874 et concédée en 1878, dont l'infrastructure est à réaliser par l'État. Cette ligne est entièrement construite sous la direction de l'ingénieur des ponts et chaussées Léon Boyer. Elle traverse un parcours très accidenté qui nécessite la réalisation de nombreux ouvrages d'art. Parmi ceux-ci se trouvent plusieurs ponts remarquables, comme : le viaduc de Garabit en fer, long de 564,69 m et haut de 122 mètres, et plusieurs viaducs en maçonnerie, le plus important, pour sa hauteur, étant celui de Crueize, long de 218,80 m et haut de 63,30 mètres, mais il y a également : Chanteperdrix, long de 235 m et haut de 43 mètres, Sénouard, long de 231 m et haut de 50 mètres, et Piou, long de 169,50 m et haut de 45 mètres. L'adjudication, comportant le lot avec le viaduc de Chanteperdrix, a lieu le jeudi 19 décembre 1878, il prévoit que le viaduc doit mesurer 238,60 m de long pour une hauteur maximale d'un peu plus de 41 m.
Le 2 mars 1880, l'ingénieur en chef A. Bauby indique que le chantier de construction du viaduc de Chanteperdrix est ouvert, comme ceux des viaducs de Sénouard et Crueize ainsi que celui du tunnel de Sainte Lucie. Le 8 juillet 1881, Bauby prévoit que ces ouvrages d'arts doivent être terminés avant la fin de cette campagne. En 1885, l'administration pense que la section de ligne de Marvejols à Saint-Chély doit pouvoir être livrée au service au printemps 1886 mais finalement ce sont les chantiers de superstructures, les gares, réalisées par la Compagnie des chemins de fer du Midi (concessionnaire) qui retardent l'ouverture.
Le viaduc supporte deux voies de la ligne de Béziers à Neussargues, également appelée ligne des Causses. Le tronçon de Marvejols à la gare de Saint-Chély-d'Apcher, avec les deux stations intermédiaires de Saint-Sauveur-de-Peyre et Aumont-Aubrac a été ouvert le 9 mai 1887 par la Compagnie des chemins de fer du Midi et du Canal latéral à la Garonne. Entre Marvejols et Saint-Sauveur-de-Peyre se succèdent 6 viaducs et 4 tunnels (dont le tunnel de Sainte-Lucie de 1 104 m).

## Caractéristiques
Les caractéristiques principales de l'ouvrage sont les suivantes :

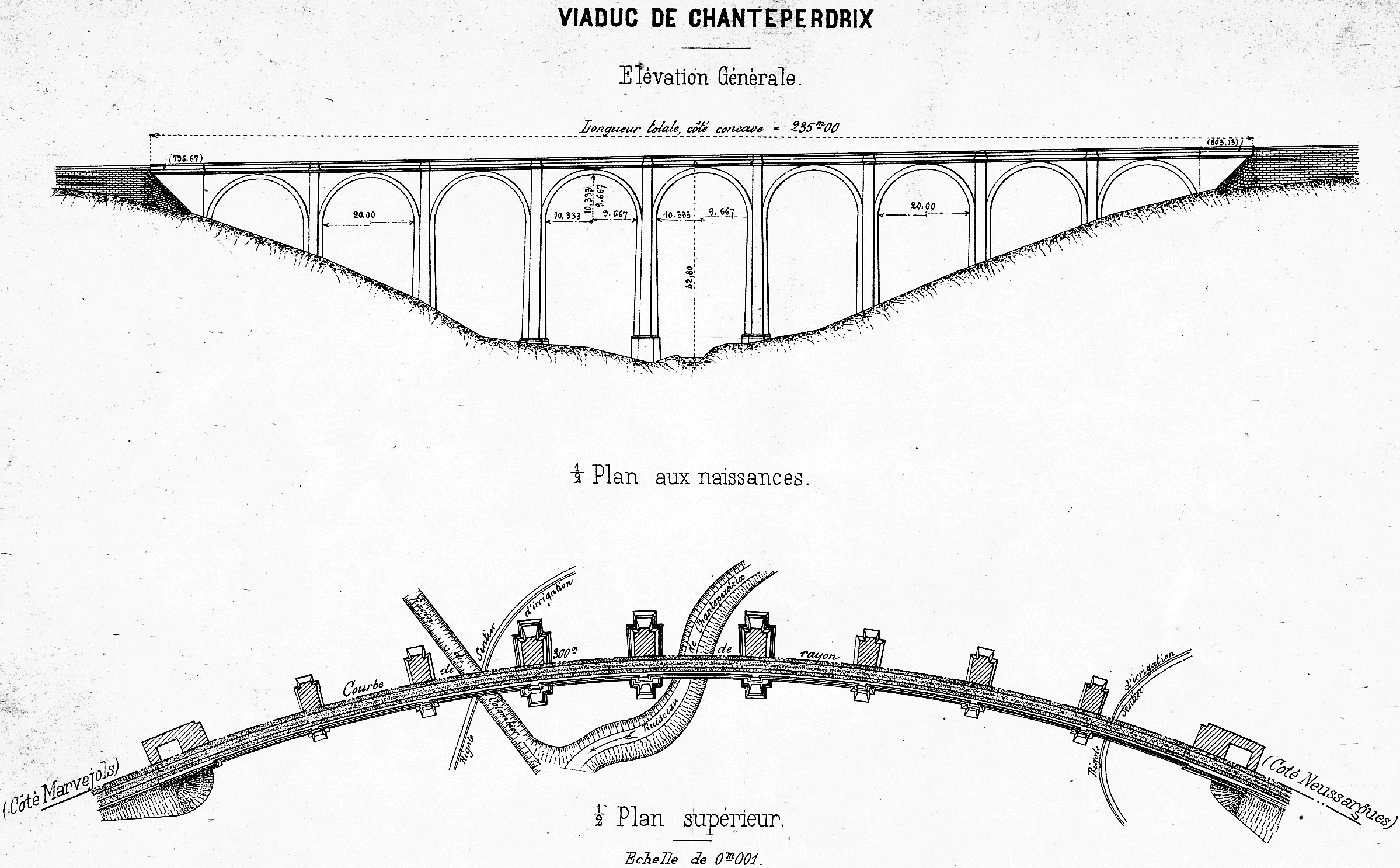
Plan d'élévation générale du viaduc réalisé par Léon Boyer en 1874.

- Hauteur maximum : 42 m[10],[11],[a],
- Longueur totale : 238,34 m[11] ou 238,30 m[12],
- Longueur du côté concave : 235 m (voir image ci-contre),
- Ouverture totale : 180 m[11],
- Largeur entre les garde-corps ou parapets : 8 m entre parapets[12],
- Ouvrage en courbe avec un rayon de courbure de 300 m[13],
- Rampe d'un maximum de 27,5 mm/m vers Neussargues[13],
- Arches : 9 arches de plein cintre, de 20 m d'ouverture maximum[13],[10],
- Coût total : 10 177 332,64 fr[11],
- Coût au mètre linéaire : 4 268,41 fr[11].